# 居酒屋兆治
『居酒屋兆治』（いざかやちょうじ）は、山口瞳の連作的長編小説。『兆治』（ちょうじ）と題し『波』1979年10月号から1980年11月号に連載、改題して新潮社より1982年6月に刊行された。東京・国立にある広さ5坪の縄のれんのモツ焼き屋「兆治」を舞台に、店に集う客たちのさまざまな愛憎劇を描く。
1983年に降旗康男監督、高倉健主演により映画化。また1992年に渡辺謙主演により、2020年に遠藤憲一主演によりテレビドラマ化。

## あらすじ
函館で居酒屋「兆治」を営む藤野英治。不器用ながら、真っ直ぐな人生を歩もうとすればするほど、かつての恋人や学校の先輩、昔の職場の上司、幼馴染が何故か不幸な目に遭ってしまう。そんな人生に苦悩しながら、それでも英治は前向きに生きていこうとしていた。

## モデル
舞台となるモツ焼き屋「兆治」のモデルになったのはかつて東京都国立市の南武線谷保駅の近くにあった居酒屋「文蔵」。山口の近所の行きつけの店で、山口が『週刊新潮』に連載を続けた名物コラム『男性自身』シリーズの中にもたびたび登場した。山口は「家の近くに、赤提灯の店がある。毎晩、そこへ飲みに行って客の言葉を記録し、日記ふうの小説が書けないだろうかと、考えたことがある」と書いている。
もともと物置だったところを借り受け「滑稽なくらいにちいさい」店だった。
店名のモデルはプロ野球選手でロッテオリオンズのエース投手だった村田兆治。主人公・藤野英治は高校時代に投手で、村田兆治への憧れから店の名を「兆治」にしたという設定。野球ファンの山口瞳が、村田の全力投球に魅了されていたことが背景にあったといわれる。

## 書誌情報
- 居酒屋兆治（1982年6月、新潮社、ISBN 978-4-10-322625-3）
- 居酒屋兆治（1986年3月、新潮文庫、ISBN 978-4-10-111115-5）
- 山口瞳大全 第1巻（1992年10月、新潮社、ISBN 978-4-10-645501-8）
- 昭和文学全集 第26巻（1988年9月9日、小学館、ISBN 978-4-09-568026-2）
- 居酒屋兆治（2015年5月20日、小学館 P＋D BOOKS、ISBN 978-4-09-352215-1）
- 山口瞳 電子全集20 1979〜1980年『兆治』（2018年5月25日、小学館）

## 映画
降旗康男監督、高倉健主演により舞台を函館に移して映画化され、1983年11月12日に公開された。

### あらすじ
函館で居酒屋「兆治」を営む藤野英治。輝くような青春を送り、挫折と再生を経て現在に至っている。かつての恋人で、今は資産家と一緒になった「さよ」の転落を耳にするが、現在の妻茂子との生活の中で何もできない自分と、振り払えない思いに挟まれていく。周囲の人間はそんな彼に同情し苛立ち、さざなみのような波紋が周囲に広がる。「煮えきらねえ野郎だな。てめえんとこの煮込みと同じだ」と学校の先輩の河原に挑発されても、頭を下げるだけの男。そんな夫を見ながら茂子は、人が人を思うことは誰にも止められないと呟いていた。

### キャスト
藤野英治
演 - 高倉健
主人公。函館で居酒屋「兆治」を営む無口な男。以前は球児であったが肩を壊して断念し、その後入社した北洋ドックではオイルショックの際に、自身の出世と引き換えに同僚をクビにするよう命じられたのに反発して退社に至っている。
神谷さよ
演 - 大原麗子
英治の元恋人。かつて自身と神谷との間で縁談が持ち上がった際、若く貧しい己が身を負い目に思った英治が身を引いたことで、裕福だが心から愛してもいない神谷と望まぬ結婚をし、それ故に英治のことを忘れられない。家に放火し失踪する。キャバレーで働きながらたびたび英治に電話をかける。
藤野茂子
演 - 加藤登紀子
英治の妻。夫とともに「兆治」を切り盛りし、何があろうとも夫を支える良妻だが、夫が不器用さゆえに時に損しているのを特別咎めはせず、半ば諦観している。
岩下義治
演 - 田中邦衛
英治の親友で、球児時代は彼とバッテリーを組んでいた同級生。「兆治」の常連客。精肉店経営。
河原
演 - 伊丹十三
英治と幼馴染の先輩。三光タクシー副社長。小さい頃から「ガキ大将気質」だと言われており、酒が入ると英治に何かと目を付けて暴力をふるい、英治もそれに耐えていたが、兆治で鈴子の死について、その顛末を悪口を大いに交えて無神経に言い続けた結果、我慢できなくなった英治に殴られる。
峰子
演 - ちあきなおみ
「兆治」の向かいにある小料理屋「若草」を営む陽気な女性。
有田
演 - 山谷初男
英治の元同僚。「兆治」の常連客。
小寺
演 - 河原さぶ
英治の元同僚。「兆治」の常連客。
越智
演 - 平田満
英治の元同僚。「兆治」の常連客。すすきののキャバレーで知り合ったさよに結婚を申し込む。
堀江
演 - 池部良
「兆治」の常連客。生命保険会社社員。
秋本
演 - 小松政夫
「兆治」の常連客。タクシー運転手。河原から借金をして三光タクシーに移籍。
神谷久太郎
演 - 左とん平
さよの夫。牧場経営。
河原洋子
演 - 中島唱子
河原の娘。
秋本鈴子
演 - 立石凉子
秋本の妻。
岩下靖子
演 - 片山満由美
岩下の妻。
吉野耕造
演 - 佐藤慶
北洋ドック専務。北洋ドックにつとめていた英治をクビにする。
井上
演 - 美里英二
「若草」の常連客。井上造船所社長。元々は歌手になりたかったらしく、カラオケの趣味が高じて会社を潰す。
相場
演 - 大滝秀治
小学校校長。月に1度か2度朝食の目玉焼きが3個になることに苦悩している。
相場多佳
演 - 石野真子
相場の妻で、36歳年下。
小関
演 - 小林稔侍
英治がさよと共謀して神谷の財産を狙って放火したのではないかと疑っている。そのため、英治は河原を殴った一件で警察に留置されたのに、さよに関する聴取ばかりをされた。
中村
演 - 三谷昇
沢井
演 - 石山雄大
市役所職員
佐野
演 - 細野晴臣
市役所職員
松川
演 - 東野英治郎
英治の師匠。焼き鳥屋経営。
ミーコ
演 - 好井ひとみ
「若草」のホステス。
勝子
演 - 大沢ゆかり
キャバレーのホステス。
エミリー
演 - 水木薫
キャバレーのホステス。
桐山
演 - 佐野秀太郎
英治が通っていた高校の現在の野球部のエースピッチャー。かつての英治と同様に肩を痛めてしまい絶望するが、英治に諭されて奮起する。
モツ屋
演 - あき竹城
アベックの男
演 - 武田鉄矢
アベックの女
演 - 伊佐山ひろ子
土産を持ってきた客
演 - 山口瞳、山藤章二

### 主題歌
- 「時代おくれの酒場」 歌:高倉健、作詞・作曲：加藤登紀子

### スタッフ
- 監督：降旗康男
- 脚本：大野靖子
- 音楽：井上堯之
- 題字：山藤章二
- 製作者：田中寿一
- 撮影：木村大作
- 美術：村木与四郎
- 録音：紅谷愃一
- 照明：安河内央之
- 編集：鈴木晄
- 助監督：桃沢裕幸、橋本匡弘、鈴木元、大高正大
- 技斗：宇仁貫三
- 現像：東洋現像所

### 製作

#### 企画
高倉健は『海峡』（1982年10月公開）の後は、出身地福岡を舞台にした『無法松の一生』をやりたいと考えていた。地元からの要望もあり、乗り気で、田中寿一プロデューサーが『無法松の一生』の版権を持っていた伊丹万作の息子・伊丹十三から1,000万円で映画化権を獲った。ところが高倉が森谷司郎監督より降旗康男を監督に希望し、既に森谷には監督オファーをしており、交代は不可能。また高倉はファンから貰った手紙を全て読み、真面目に返事を書いていたが、『無法松の一生』の話がマスメディアに伝わるとあるファンから「健さんにはまだ早すぎるんじゃないでしょうか」と書かれた手紙が来た。高倉が尊敬する三船敏郎が『無法松の一生』を演じたのは38歳のときで、高倉は当時48歳。田中プロデューサーは「遅いくらい」と思ったが、結局高倉はこのファンの言葉を気にして、企画が流れた。それで田中や降旗、木村大作で高倉の次作の企画を探し、木村が雑誌に掲載された丸山健二の小説『ときめきに死す』を降旗に薦めたため、降旗が本屋に行ったら、月が替わってもう売ってなく、バックナンバーを購入しようと出版元の新潮社を訪れた。受付の傍に立っていたら、ちょうど『居酒屋兆治』が台車に乗って何台も運ばれて来て、興味を持った降旗が『ときめきに死す』のバックナンバーと『居酒屋兆治』を買って帰り、家で読んだら『居酒屋兆治』が高倉に合うと直感した。スタッフに提案したが「高倉が平凡な庶民をやるだろうか。モツ焼き屋の主人をやると言うだろうか」と疑問を持たれた。高倉に原作を送ったら、高倉はアッサリOKした。

#### 製作決定まで
メインスタッフが決まった頃、黒澤明監督の『乱』に鉄修理役で高倉に出演オファーがあった。高倉が黒澤監督と一度組みたいと希望していたことを知る降旗は「こちらは一度解散します。黒澤さんの方が終わってからまた始めます。一年ぐらいは待ちますが、でも私は他の映画をやっているかもしれません」と言われた。高倉は出演を人に相談することはあまりなかったが、非常に悩み、田中プロデューサーに『南極物語』の撮影が終わりかけのころ相談した。田中は「主役じゃないならやる必要ないのでは」と答えた。また東宝撮影所でたまたま会った森繁久彌が高倉に「健さん、黒澤組、でないよね」と諭し、「黒澤とやったら、あんたの良さが全部消されるよ。絶対やっちゃいけない」と言われた。それで高倉は黒澤監督と初めて会った帝国ホテルで直接断った。諦めきれない黒澤は本作を高倉がやることを聞き、高倉に直接会い、降旗との面会を求めた。ケンカになることも予想されるため、降旗は黒澤との面会を拒否した。ただ高倉は『乱』についてはかなり未練が残っていたといわれる。一度チームを解散したため、次の現場に入っていたスタッフもおり、田中プロデューサー、降旗監督、木村撮影はキープ出来たが他は80％入れ替えとなった。田中プロデューサーが原作者の山口瞳の自宅を訪問し、映画化の承諾を得た。また原作の舞台の学園都市・国立では映画にしにくいこと、当時高倉が『駅 STATION』で共演した倍賞千恵子との仲をマスメディアに騒がれていたため、マスメディアに押しかけて来たら撮影に差し支えることを懸念し、舞台を函館に変更したいと提案、山口から合わせて承諾を得た。この時の条件として山口は函館競馬場への招待を要求し、山口が山藤章二と、浅井慎平、村松友視を函館に連れて来て、そのまま映画にも出ている。

#### キャスティング
ヒロインには高倉も賛成した大原麗子。小料理屋「若草」のママにはちあきなおみをキャスティングしたが、ちあきから「夫と長く一緒にいたいから東京を離れたくない」と渋られた。しかし夫の郷鍈治が「高倉さんの映画なら思い出になるから出た方がいい」と薦めてくれ出演を承諾した。高倉の妻役がなかなか決まらず、ちあきや細野晴臣と歌手・ミュージシャンが入ってきたことで、田中プロデューサーが加藤登紀子を思い付き、降旗は加藤をよく知らなかったが、加藤の出演した土曜グランド劇場『秋日記』（日本テレビ）の第10、11話を取り寄せて見て、高倉に伝えたら「昔からファンです」と賛成し、起用が決まった。
カラオケが趣味の男・井上のキャスティングには梅沢富美男が候補として挙がっていたが、井上の人物像や脇役である事が気に入らず、出演を断っている。長いキャリアを誇る梅沢だが、映画出演は意外に少なく、その理由として、本作のオファーを蹴った事が原因ではないかと、暗に仄めかしている。
山口瞳と親交があり山口のエッセイ『男性自身』シリーズにたびたび登場する「市役所のガマさん」のモデルで、国立市の市長を約5年半にわたり務めた佐藤一夫が、居酒屋のシーンにエキストラで出演している。先の山藤章二、浅井慎平、村松友視や、武田鉄矢ら、有名人が出演を希望し、居酒屋の客として大挙出るが、バラエティ番組のようでリアリティを欠くシーンとなっている。中でも高倉に何かと難癖を付ける伊丹十三の好演が光るが、理由は分からないが高倉は伊丹が嫌いらしく、伊丹を本気で殴れて喜んでいたという。伊丹は函館ロケ中に『お葬式』のプロデュースを本作の田中に頼んだ。田中は東宝の堀内實三プロデューサーに企画を持ち込んだが断られ、ニューセンチュリープロデューサーズの岡田裕にOKの返事をもらった。しかし伊丹がすぐに作りたいと返事し、高倉が映画の封切が終わるまで次の作品に携わるのを嫌がり、自分もそれに合わせていたため、『お葬式』のプロデュースが出来ず、高倉ともCMの件で行き違いがあって、高倉とも別れ、以降は話題作には関われなくなった。

#### 撮影
映画のメインとなる居酒屋「兆治」は、函館の金森赤レンガ倉庫に建てた外観とスタジオに作ったお店の内部を上手くすり合わせて撮影している。1983年晩夏にクランクアップ。

### エピソード
- 映画公開から7年後の1990年10月13日、店名のモデルになった村田兆治の最後の公式戦登板を見た高倉健が、村田の引退劇に感銘を受け、村田と面識はなかったが、花束と手紙を持って村田の自宅を訪ねた。しかし村田は不在で、車の上に花束と手紙を置いて帰った。夜、村田が自宅に帰り封筒を開けると「長い間、本当にお疲れさまでした。高倉健」と書かれてあり、感激したという[8][11]。

### DVD
- 「居酒屋兆治」
- 「高倉健 DVD-BOX」

### 受賞歴
- 第7回日本アカデミー賞
  - 最優秀録音賞（紅谷愃一）
  - 優秀脚本賞（大野靖子）
  - 優秀助演男優賞（伊丹十三）
  - 優秀助演男優賞（田中邦衛）
  - 優秀助演女優賞（加藤登紀子）
- 第26回ブルーリボン賞 助演男優賞（田中邦衛）
- 第8回報知映画賞 助演男優賞（伊丹十三）

## テレビドラマ

### 1992年版
1992年7月10日、フジテレビ系の「金曜ドラマシアター」枠で放送された。

#### キャスト（1992年版）
- 藤野英治：渡辺謙
- 藤野茂子：桜田淳子
- 神谷さよ：美保純
- みねこ：永島暎子
- 立川三貴
- 三谷昇
- 金田明夫
- 常連客：段田安則
- 立石凉子
- 秋本（タクシー運転手、常連客）：阿藤海
- 岡本富士太
- 杉本哲太
- 河原：川谷拓三
- 常連客：片桐はいり
- 奥村公延
- 穂高稔
- 二瓶鮫一
- 池田道枝
- 西凜太朗
- 常松めぐみ
- 金子研三

#### スタッフ（1992年版）
- 監督：三村晴彦
- 脚本：安倍徹郎
- 音楽：小六禮次郎
- 殺陣：宇仁貫三
- 技術協力：オーエイギャザリング
- 美術協力：東宝ビルト
- 装飾：京映アーツ
- MA：アオイスタジオ
- ポスプロ：共同テレビジョン
- スタジオ：砧スタジオ
- 協力：国立市役所
- 企画：鈴木哲夫、香取雍史
- プロデュース：小川晋一、古屋克征
- 製作：フジテレビ、国際放映

### 2020年版
「リバイバルドラマ」シリーズとして、NHK BSプレミアムおよびNHK BS4Kにて2020年3月28日の21時から22時30分に放送された。主演は遠藤憲一。

#### キャスト（2020年版）
主要人物
- 藤野伝吉（兆治） - 遠藤憲一（回想：池田倫太郎）
- 神谷さよ - 井川遥（回想：櫻井麻七）
- 岩下義治 - 渡辺いっけい
- 河原五郎 - 西村まさ彦
- 松川 - 石橋蓮司
- 藤野茂子 - 真矢ミキ

その他
- 堀江 - 手塚とおる
- 秋本 - 徳井優
- 有田 - 上島竜兵
- 小寺 - 志村東吾
- 沢井 - 長野克弘
- 佐野 - 富士たくや
- 悠太 - 栗山航
- 鮎子 - 森高愛
- 長田 - ひょっこりはん
- 秋本潤 - 森田美恵
- 永倉 - 河西健司
- 菜々子 - 久住小春
- 綾 - 阿部栞奈
- 中村刑事 - 六平直政
- 峰子 - 藤田朋子
- 神谷久太郎 - 正名僕蔵
- 吉野耕造 - 橋爪淳

#### スタッフ（2020年版）
- 原作 - 山口瞳
- 脚本 - 櫻井剛
- 音楽 - 西村由紀江
- 演出 - 猪原達三
- 制作統括 - 目黒正之（東映）、中村高志（NHKエンタープライズ）、髙橋練（NHK）
- 制作 - NHKエンタープライズ
- 制作著作 - NHK、東映